# Přebor Ústeckého kraje 2022/2023
Přebor Ústeckého kraje 2022/2023 je osmnáctým ročníkem páté nejvyšší fotbalové soutěže v České republice. Je řízen Ústeckým krajským fotbalovým svazem. Soutěž začala 20. srpna 2022 a poslední duely jsou naplánovány na 17. června 2023. Z Divize B do tohoto ročníku nikdo nesestoupil, z I. A tříd Ústeckého kraje pak postoupily celky SK Černovice a FK Český Lev Neštěmice.

## Systém
Jako každou sezónu se soutěž hraje od léta do jara se zimní přestávkou. Účastní se 16 týmů z Ústeckého kraje, každý s každým hraje jednou na domácím hřišti a jednou na hřišti soupeře. Celkem se tedy odehraje 30 kol.
Vítěz postupuje do Divize B. Poslední tým sestupuje do I. A třídy. Do Přeboru Ústeckého kraje postupují dva nejlépe umístěné celky z I. A třídy. Pokud do přeboru nesestoupí tým z divize, tak je postupující tým z přeboru automaticky nahrazen dalším týmem z nižší soutěže, který se umístil jako další v pořadí.

## Kluby podle okresů
- Chomutov: FK Tatran Kadaň, TJ Spartak Perštejn, SK Černovice
- Louny: FK Slavoj Žatec, FK Ústí n.L./Domoušice
- Most: FK Baník Most - Souš B, TJ Sokol Horní Jiřetín
- Teplice: TJ Sokol Srbice, SK Baník Modlany, FK Krupka, TJ Oldřichov
- Litoměřice: FK Litoměřicko, ASK Lovosice
- Ústí n. Labem: SK Brná, FK Český Lev Neštěmice
- Děčín: FK Jílové